# ロードハウセンニョムシクイ
ロードハウセンニョムシクイ（Gerygone insularis）は、スズメ目トゲハシムシクイ科に分類される鳥類の一種である。絶滅種。

## 分布
この種はかつて、ロード・ハウ島に棲息していた。主に生息していたのは、島にある林冠である。

## 概観
ロードハウセンニョムシクイはトゲハシムシクイ科の中では小型で、約10 cmほどの大きさだったという。重さが6-7 gほど。鳥の目から耳に伸びる小さな羽毛は淡い灰色で、眉毛につながる目の間の羽毛の部分も同様だった。ロードハウセンニョムシクイは、目の周りに明るい灰色の羽の輪があり、周りに明るい周囲を形成していて、それは嘴と喉の同様に明るい羽に一致していた。胸郭を覆っているが腹部を除いているその体の大部分は茶色をしており、後頭部はこの配色と一致する尾の始まりに通じていました。上腹部は淡い灰色の色合いで、下腹部は黄色。尻尾の背側は茶色の色合いで、尻尾の先端は徐々に黒くなっていた。尾の腹部は真っ白でした。目は白と黒色だったという。

## 行動と生態
妊娠中のロードハウセンニョムシクイは、乾燥した樹皮、繊維、葉、草、苔、羊毛を小枝から吊り下げたクモの巣で包んだドーム型の巣に、桃色がかった茶色の斑点のある卵3個を産む。巣は、側面に入り口があり、飾りが突き出ていると先住民から説明された。主に小さな昆虫とクモを食していた。小さな嘴は、林冠の高い木からこれらの昆虫を引き抜くために使用された。この期間中、より小さな昆虫がいるため、降雨後は非常に豊富で、食べ物には困らなかったという。

## 絶滅
ロードハウセンニョムシクイは1928年以棲息しているという報告はされていない。原因は、1918年に難破船と同時にやってきたクマネズミによって、幼体や餌を食い尽くされたからとされる。